# 八仙筒镇
八仙筒镇，是中华人民共和国内蒙古自治区通辽市奈曼旗下辖的一个乡镇级行政单位。

## 行政区划
八仙筒镇下辖以下地区：
幸福社区、新华社区、黎明村、红升村、温都日哈日村、西塔日牙图村、迈吉干筒村、代林筒村、马力图仁筒村、垦务局嘎查、扎哈塔拉村、布日格图村、北白兴图村、永兴甸子村、永兴农场村、东方红嘎查、乌兰章古村、道贝尔筒村、赛钦塔拉嘎查、乌兰额日格嘎查、南图勒恩塔拉嘎查、北图勒恩塔拉嘎查、查干白兴嘎查、古日古勒台嘎查、提木日筒嘎查、黄花筒嘎查、芒石嘎查、四林筒嘎查、敖包筒村、西荒村、毛盖图村、浩瑙格图村、衙门营子村、双兴村、伊和塔拉嘎查、东白兴图嘎查、门迪浩来嘎查、平安地村、新树林村、榆树堡村、东孟家段村、西孟家段村、大树营子村、北京铺子村、满楚克庙村、巴彦敖包嘎查和八仙筒工业园区。